# Skillingaryd
Skillingaryd – miejscowość (tätort) w Szwecji, w regionie administracyjnym (län) Jönköping, w gminie Vaggeryd.
Według danych Szwedzkiego Urzędu Statystycznego liczba ludności wyniosła: 3965 (31 grudnia 2015), 4059 (31 grudnia 2018) i 4251 (31 grudnia 2019).